# Македонска дружина (1880)
Македонската дружина е българска организация, основана в 1880 година в Пловдив, Източна Румелия, и имаща за цел подпомагане на българската просвета в Македония.

## История
Дружината е основана на 30 август 1880 година по инициатива на видни граждани на Източна Румелия включително членове на избрания в Сливен Централен комитет. Организирана е по образец на цариградската Македонска българска дружина от преди Руско-турската война. Според устава ѝ, организацията има за цел да „спомага за нравственото и умствено въздигане на Македония“. За тази цел дружината ще открива клонове „навсякъде из Българско и дето има български поселения“.